# Hipsarritmia
Hipsarritmia es un término médico que se emplea para designar un determinado patrón anormal en el electroencefalograma. Aparece en ciertos tipos de epilepsia infantil, principalmente, aunque no de forma exclusiva, en el síndrome de West.

## Historia
La primera descripción fue realizada en 1952 por Frederick Gibbs y Erna Gibbs.

## Descripción
La hipsarritmia se caracteriza porque el trazado del electroencefalograma presenta un aspecto desorganizado y caótico. El ritmo de las ondas cerebrales es lento y de forma cambiante (polimorfo), técnicamente se describe como puntas o puntas-ondas lentas pero de gran amplitud que pueden aparecer en los 2 hemisferios cerebrales de forma sincrónica o bien en diferentes focos cambiantes.

## Causas
El trazado de hipsarritmia aparece de forma característica en determinados tipos de epilepsia, sobre todo en el síndrome de West, se ha descrito también en otros enfermedades relacionadas, como el síndrome PEHO o el síndrome de Aicardi.